# Saphia Azzeddine
Saphia Azzeddine   (Agadir, 12 de desembre de 1979) és una novel·lista, actriu, guionista i directora de cinema francomarroquina.

## Biografia
Saphia Azzeddine va néixer a la ciutat marroquina d'Agadir, d'una mare era marroquino-francesa, procedent de Normandia i d'un pare marroquí procedent de Figuig.
Va passar l'inici de la seva infància a Agadir i als nou anys va anar a viure a la ciutat francesa de Ferney-Voltaire, a la frontera amb Suïssa. Va continuar els seus estudis, obtenint un batxillerat literari i un grau en sociologia. Abans d'entrar en l'escriptura, va treballar com a ajudant diamantista a Ginebra.
El 2005 va publicar la seva primera novel·la, d'èxit immediat, Confidences à Allah, que deu anys més tard va ser adaptada en còmic per Eddy Simon i Marie Avril. El 2011 va dirigir i escriure el guió de la pel·lícula Mon père est femme de ménage, adaptada de la seva segona novel·la homònima publicadael 2009, amb l'actor François Cluzet com a cap de cartell.

## Obra publicada
- 2008: Confidences à Allah,[5] Léo Scheer, 145 p. ISBN 978-2-7561-0119-4, novel·la
- 2009: Mon père est femme de ménage,[5] Léo Scheer, 171 p. ISBN 978-2-7561-0195-8, novel·la
- 2010: La Mecque-Phuket, Léo Scheer, 201 p. ISBN 978-2-7561-0263-4, novel·la
- 2011: Héros anonymes, Léo Scheer, 121 p. ISBN 978-2-7561-0337-2, novel·la
- 2013: Combien veux-tu m'épouser ?, Grasset, 336 p. ISBN 978-2-246-80437-6, novel·la
- 2015: Bilqiss, Stock, 216 p. ISBN 978-2-234-07796-6, novel·la

## Filmografia

### Actriu
- 2010: Vull ser italià d'Olivier Baroux

### Guió i direcció
- 2011: Mon père est femme de ménage, adaptada de la seva novel·la homònima

## Premis i reconeixements
El 2011 la seva pel·lícula Mon père est femme de ménage va rebre el premi del públic Europe 1 en el Festival Internacional de Cinema Còmic de l'Aup d'Uès.